# Јејуностомија
Јејуностомија је хируршка процедура којом се конструише отвор између почетног дела танког црева (јејунума) и спољашње средине, кроз трбушни зид.  Конструише се катетером који  пролази кроз предњи трбушни зид (Witzelova јејуностомија) или извођењем самог отвара вијугом црева у облику слова  „Y“ на предњем трбушном зиду (Rouxova или Eiselsbergova јејуностомија).
Јејуностомије за храњење има предности у односу на гастростомију за храњење јер укључује смањену мучнину и повраћање и мањи ризик од плућне аспирације због гастроезофагеалног рефлукса.
Иако јејуностомија као и свака хируршка операција можр дс има компликације, предности јејуностомије оправдавају ризике.

## Методе
Постоји много техника које се користе за јејуностомију:
- уздужна Witzelova јејуностомија,
- попречна Witzelova јејуностомија,
- отворена гастројејуностомија,
- техника игличастог катетера,
- перкутана ендоскописка јејуностомија
- лапароскопска јејуностомија.

Идеална техника јејуностомије зависи од материјалних ресурса, али што је још важније од искуства хирурга.  

## Индикације
Ради се у следећим случајевима:
- као додатна процедура током великих операција горњег дигестивног тракта, при чему се, без обзира на патологију или хируршке захвате једњака, желуца, дванаестопалачног црева, панкреаса, јетре и жучних путева, исхрана може инфундирати на ниво јејунума.

- код пацијената са лапаротомијом код којих се очекује компликован постоперативни опоравак, и код оних са продуженим периодом гладовања, код оних у хиперкатаболичком стању или код оних којима ће накнадно бити потребна хемотерапија или радиотерапија.

- као помоћна (потпорна) мера у исхрани после тешких операција, упала, сепсе, опекотина и повреда;

- као дефинитивна, трајна палијативна мера за спровођење исхране код неоперабилних малигних обољења једњака и желуца.

- код неуролошких и урођених обољења,

- код геријатријских пацијената који захтевају отежану негу, као и код пацијената са туморима главе и врата.

## Компликације
Компликације које се виде код јејуностомије могу бити механичке, инфективне, гастроинтестиналне или метаболичке. Стопа техничких компликација је:
- код Witzelovе уздужне јејуностомија   2,1%,

- код попречне Witzelovе јејуностомије  до 6,6%,

- код Rouxове јејуностомије  21%,

- код отворену гастројејуностомију од 2%,

- код технику игличног катетера од 1,5% са 0,14% морталитета.

Перкутане ендоскопске процедуре имају чак 12% стопе компликација; док за лапароскопску јејуностомију не постоје подаци. 
Компликације су умерене и тешке и могу бити: 
- дислокација цеви,
- опструкција или миграција катетера,
- кожни или интраабдоминални апсцеси,
- ентерокутане фистуле,
- пнеуматоза,
- оклузија црева,
- исхемија црева.

Инфективне компликације су:
- аспирациона пнеумонија,

- контаминација исхране.

Гастроинтестиналне компликације су:
- дијареја 2,3% до 6,8%,
- надимање стомака,
- колике,
- затвор,
- мучнина,
- повраћање.

Метаболичке компликације (које секундарне због неадекватног избора исхране у односу на карактеристике пацијента, неадекватног управљања смешом и недовољне клиничке неге) су:
- хипергликемија 29%,

- хипокалемија 50%,

- неравнотежа воде и електролита,

- хипофосфатемија,

- хипомагнезиемија.